# Europasaure
L'europasaure (Europasaurus, «llangardaix d'Europa») és un gènere de sauròpode macronarià que visqué al Juràssic superior al nord d'Alemanya. Fou identificat com un exemple d'enanisme insular, mesuraven fins a 6,2 metres de longitud.